# アレキサンダー・キャンベル (モリー・マグワイアの容疑者)
アレキサンダー・キャンベル（Alexander Campbell、1833年 – 1877年6月21日）は、アメリカ合衆国ペンシルベニア州の実業家で、他の3人とともにモリー・マグワイアズとされ、炭鉱の熟練工2人を殺害したとしてカーボン郡モーク・チャンク（Mauch Chunk）で絞首刑となった。
キャンベルは最期まで自らの身の潔白を訴え続けたが、そうした中で監獄の独房の壁に泥だらけの手形を残し、この手形は自分の無実の証として永久に残るだろう、と述べたと言われている。伝説によれば、その後、この手形を消そうと、壁を削ったり、壊して作り直したりと、様々な努力がされたが、同じ場所に手形が現れたとされる。 

## 生涯
キャンベルは、アイルランドのドニゴール県ドングロー（Dungloe）で生まれた。1868年にアメリカ合衆国へ移民し、ペンシルベニア州タマクア（Tamaqua）でタバーン（酒場）を経営し始めた。その後、キャンベルはカーボン郡ランスフォード（Lansford）付近のストーム・ヒル（Storm Hill）に移り、そこではアイルランド系の結社であるヒベルニア騎士団（Ancient Order of Hibernians）のリクルーターとなった。キャンベルはホテルを所有し、蒸留酒の販売も行なっており、「モリー・マグワイアズ」の一員であるとされた。この表現は、当時のペンシルベニア州の産炭地域であったカーボン郡やスクールキル（Schuylkill）では、主にアイルランド系の移民であった炭坑夫たちが、組織的な労働運動に関わり、徴兵制度に激しく抵抗する者を指す表現であった。

## 犯罪と刑罰
モリー・マグワイアズは、炭鉱所有者たちや、その他の有力者たちからは、おしなべて殺人者、テロリスト、外来の扇動者であると目されていた。1877年、キャンベルは、ジョン・P・ジョーンズ（John P. Jones）とモーガン・パウエル（Morgan Powell）の殺害者として、他の3人、マイケル・ドイル（Michael Doyle）、ジョン・ドナヒュー（John Donahue）、エドワード・ケリー（Edward Kelly）とともに有罪判決を受けたが、キャンベルが認めたのは幇助だけであった。いずれにせよ、この裁判は不公正なもので、証拠として提出された者はピンカートン探偵社のある探偵が提出したものだけであったし、判事は反モリーズの偏見をもっていた。陪審団には、英語話者ではない、ドイツ系やウェールズ系の移民たちもいたが、彼らはプロテスタントであり、アイルランド系とはもともとほとんど交流がなかった。死刑囚たちは、カーボン郡監獄（Carbon County Jail）に連れて行かれ、キャンベルは17号房に入れられた。監獄敷地内の中庭に絞首台を建てている間、死刑囚たちはその音を何日も聞かされた。処刑当日の朝、中庭は人々で溢れかえった。死刑囚たちは威厳を保ったが、刑務官たちがキャンベルを引き出そうとしたとき、彼は自分の潔白を訴えようと最期の試みをした。独房でキャンベルを捕らえて放さない刑務官たちに対し、キャンベルは土に押し付けた手で壁に手形を残し、この印しは自分の潔白の証として永遠に残るだろうと言ったという。4人の死刑囚はいずれも絞首刑に処された。

## 手形
キャンベルが手形を残した壁は、その後、洗われ、塗り直され、また一説には壊して作り直されたにもかかわらず、今も手形は存在していると主張する人々もいる。1990年代に、科学捜査の専門家が、赤外線写真を用いてこの手形を精査したところ、手形は塗り直されていないこと、キャンベルの処刑に関する記録からは右手の手形が残されたように判断されるが、現在見られるのは左手の手形であること、などが明らかになった。
カーボン郡監獄は、19世紀の監獄建築の優れた事例として、また、労働争議の中でこの場所が果たした役割によって、国家歴史登録財に指定されている。

## ペンシルベニア州議会
この悪名高い「ロープの日」に処刑されたキャンベルたちを救うには余りにも遅すぎたが、ペンシルベニア州議会の両院は、キャンベルらモリー・マグワイアズとされた男たちの裁判が、憲法に反するものであったとする決議案をそれぞれ通し（2005年12月6日、2005/2006年定例会下院決議第527号、2006年3月16日、2005/2006年定例会上院決議第235号）、当時の州知事エド・レンデル（Ed Rendell）に同様の対処をするよう促した。しかし、レンデル知事は、裁判についても、処刑についても、憲法違反であるとする認識は示さなかった。